# Wibke Bruhns
Wibke Gertrud Bruhns  (nata Klamroth) (Halberstadt, 8 settembre 1938 – Berlino, 20 giugno 2019) è stata una giornalista e scrittrice tedesca, nel 1971 la prima donna a presentare un telegiornale sulla televisione della Germania occidentale (1971/72 su ZDF, nell'ultima edizione dello spettacolo heute). È stata giornalista per diverse stazioni televisive ed è stata corrispondente per il settimanale Stern da Gerusalemme e Washington DC. È stata anche portavoce di Expo 2000.
Ha scritto le sue memorie in tre libri: il periodo da corrispondente in Israele, la biografia di suo padre, Hans Georg Klamroth, giustiziato dai nazisti e la sua autobiografia che copre eventi politici di quegli anni.

## Biografia
Wibke Gertrud Klamroth è nata ad Halberstadt, una dei cinque figli del mercante Hans Georg Klamroth e di sua moglie Else, nata Podeus. Suo padre era coinvolto nel complotto del 20 luglio per assassinare Adolf Hitler e fu giustiziato il 26 agosto 1944. Sua madre dovette crescere i bambini da sola. Nell'estate del 1948 la famiglia von Halberstadt si trasferì a Braunschweig. Nella vicina città di confine tedesco-tedesca di Mattierzoll, Else Klamroth gestiva inizialmente una filiale dell'azienda di famiglia di Halberstadt. Tuttavia, la famiglia era in difficoltà finanziarie e viveva delle donazioni dell'organizzazione umanitaria del 20 luglio. Nel 1949 Wibke Bruhns si trovava temporaneamente in un orfanotrofio a Gaienhofen sul Lago di Costanza. Dopo anni di trattative, Else Klamroth ottenne un risarcimento per la condanna e l'esecuzione del marito. 
Durante il Terzo Reich, Else Klamroth era la leader locale dell'Associazione femminile di Halberstadt NS. Nel 1949 entrò nel servizio diplomatico della Repubblica federale di Germania. Di conseguenza, la famiglia si trasferì a Stoccolma, dove Else Klamroth era a capo del dipartimento dell'ambasciata tedesca. 
Bruhns ha frequentato diversi collegi, tra cui il Bugenhagen-Internat a Timmendorfer Strand e un collegio a Plön. Ha conseguito la maturità a Berlino. Ha poi vissuto per sei mesi a Londra, dove sua madre lavorava presso l'ambasciata tedesca. Ha poi frequentato una Handelsschule per un anno. Ha iniziato a studiare storia e politologia ad Amburgo ma non ha completato il corso.
All'età di 22 anni, Bruhns ha iniziato a lavorare nel settore dei media. Ha ricevuto per la prima volta un'attenzione più ampia come relatrice alla radio NDR-2, dove all'inizio degli anni '70 ha assunto la moderazione dello spettacolo Fünf-Uhr-Club per un'ora, alternandosi a Monika Jetter e Henning Venske. Questo programma è stato appositamente adattato al gusto musicale dei giovani dell'epoca, dove anche i cantautori Krautrock e hip si esibivano con le loro canzoni. Durante la sua carriera, Wibke Bruhns ha lavorato come giornalista per varie stazioni televisive, nonché per vari giornali e riviste. È meglio conosciuta per il suo lavoro come prima conduttrice di notizie sulla televisione della Germania occidentale.
Bruhns ha maturato la sua prima esperienza giornalistica presso il quotidiano Bild, dove ha svolto un tirocinio nel 1960, che ha interrotto prematuramente per motivi politici perché non era d'accordo con un articolo apparso sul giornale. L'articolo è apparso in occasione della costruzione del muro di Berlino. La politica della DDR è stata paragonata alla presa del potere di Adolf Hitler.

## Vita privata
Wibke Bruhns sposò il venditore di pubblicità Peter Teichgräber nel 1961. Il matrimonio finì con un divorzio l'anno successivo. Dal 1965 fino alla sua morte nel 1977 è stata sposata con l'attore Werner Bruhns. Da questo matrimonio sono nate due figlie: la prima figlia, Annika Bruhns, nata nel 1966, è attrice e cantante; la seconda figlia, Meike Bruhns, nata nel 1968, è giornalista.